# Carlo Egidi
Carlo Egidi (Roma, 20 maggio 1918 – Roma, 3 maggio 1988) è stato uno scenografo e costumista italiano.

## Carriera
Laureato in architettura, ha iniziato la sua carriera scenografica con il film Caccia tragica di Giuseppe De Santis (1947). In trent'anni di attività ha lavorato con vari registi, tra cui Vittorio De Sica nel film Matrimonio all'italiana (1964) e soprattutto con Pietro Germi.

## Filmografia

### Scenografo
- Nessuno torna indietro, regia di Alessandro Blasetti (1945)
- Caccia tragica, regia di Giuseppe De Santis (1947)
- Riso amaro, regia di Giuseppe De Santis (1949)
- L'imperatore di Capri, regia di Luigi Comencini (1949)
- Non c'è pace tra gli ulivi, regia di Giuseppe De Santis (1950)
- Il sentiero dell'odio di Sergio Grieco (1950)
- Totò cerca casa, regia di Steno e Mario Monicelli (1950)
- Salvate mia figlia, regia di Sergio Corbucci (1951)
- Amore di Norma, regia di Giuseppe Di Martino (1951)
- La città si difende, regia di Pietro Germi (1951)
- Achtung! Banditi!, regia di Carlo Lizzani (1951)
- Cenerentola, regia di Fernando Cerchio (1953)
- Un marito per Anna Zaccheo, regia di Giuseppe De Santis (1953)
- La lupa, regia di Alberto Lattuada (1953)
- Vergine moderna, regia di Marcello Pagliero (1954)
- Un eroe dei nostri tempi, regia di Mario Monicelli (1955)
- I fidanzati della morte, regia di Romolo Marcellini (1956)
- Parola di ladro, regia di Gianni Puccini e Nanni Loy (1957)
- L'uomo di paglia, regia di Pietro Germi (1958)
- La notte brava, regia di Mauro Bolognini (1959)
- L'impiegato, regia di Gianni Puccini (1960)
- Il bell'Antonio, regia di Mauro Bolognini (1960)
- Audace colpo dei soliti ignoti, regia di Nanni Loy (1960)
- La lunga notte del '43, regia di Florestano Vancini (1960)
- Tutti a casa, regia di Luigi Comencini (1960)
- Akiko, regia di Luigi Filippo D'Amico (1961)
- Giorno per giorno disperatamente, regia di Alfredo Giannetti (1961)
- Divorzio all'italiana, regia di Pietro Germi (1961)
- Salvatore Giuliano, regia di Francesco Rosi (1962)
- Cocaina di domenica, episodio di Controsesso, regia di Franco Rossi (1964)
- Matrimonio all'italiana, regia di Vittorio De Sica (1964)
- La mandragola, regia di Alberto Lattuada (1965)
- Signore & signori, regia di Pietro Germi (1966)
- Il grande colpo dei 7 uomini d'oro, regia di Marco Vicario (1966)
- L'immorale, regia di Pietro Germi (1967)
- Il padre di famiglia, regia di Nanni Loy (1967)
- Italian Secret Service, regia di Luigi Comencini (1968)
- L'uomo dei 5 palloni, episodio di Oggi, domani, dopodomani, regia di Marco Ferreri (1968)
- Le castagne sono buone, regia di Pietro Germi (1970)
- Alfredo, Alfredo, regia di Pietro Germi (1972)
- Amore amaro, regia di Florestano Vancini (1974)

### Architetto-scenografo
- Il ferroviere, regia di Pietro Germi (1956)
- La giornata balorda, regia di Mauro Bolognini (1961)
- L'assassino, regia di Elio Petri (1961)
- Mafioso, regia di Alberto Lattuada (1962)
- La noia, regia di Damiano Damiani (1963)
- Sedotta e abbandonata, regia di Pietro Germi (1964)
- Serafino, regia di Pietro Germi (1968)
- La bambolona, regia di Franco Giraldi (1968)
- Nell'anno del Signore, regia di Luigi Magni (1969)
- Indagine su un cittadino al di sopra di ogni sospetto, regia di Elio Petri (1970)
- Baby Sitter - Un maledetto pasticcio, regia di René Clément (1975)

### Arredatore
- La presidentessa, regia di Pietro Germi (1952)
- Il brigante di Tacca del Lupo, regia di Pietro Germi (1957)
- Avventura a Capri, regia di Giuseppe Lipartiti (1959)
- Un maledetto imbroglio, regia di Pietro Germi (1959)
- Un giorno da leoni, regia di Nanni Loy (1961)